# ニック・マルティネス
ニコラス・アンドレス・マルティネス（英: Nicholas Andres Martínez, 1990年8月5日 - ）は、アメリカ合衆国フロリダ州マイアミ出身のプロ野球選手（投手）。右投左打。MLBのシンシナティ・レッズ所属。日本での愛称は「マルちゃん」。

## 経歴

### プロ入りとレンジャーズ時代

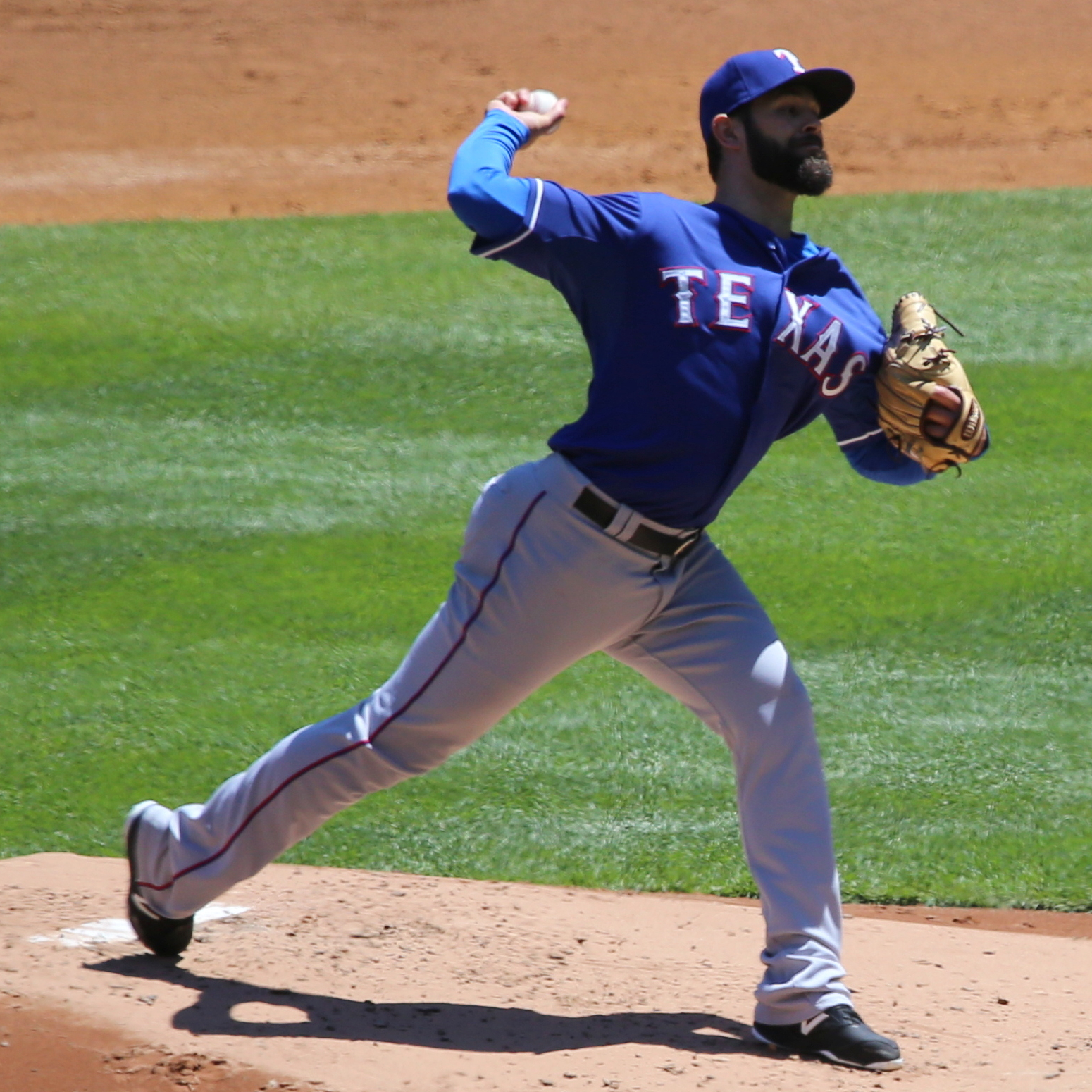
テキサス・レンジャーズ時代
（2015年5月23日）

2011年のMLBドラフトでテキサス・レンジャーズから18巡目（全体564位）指名され契約。ルーキー級アリゾナリーグ・レンジャーズで6試合に登板し、2勝1敗、防御率1.83だった。7月にA-級スポケーン・インディアンスへ昇格。9試合に登板し、1勝2敗、防御率2.54だった。
2012年はA級ヒッコリー・クロウダッズで31試合に登板し、8勝6敗1セーブ、防御率4.83だった。
2013年はA+級マートルビーチ・ペリカンズで22試合に登板し、10勝7敗、防御率2.87だった。8月にAA級フリスコ・ラフライダーズへ昇格。5試合に登板し、2勝0敗、防御率1.12だった。
2014年はAA級フリスコで開幕を迎えた。4月5日にレンジャーズとメジャー契約を結んだ。同日のタンパベイ・レイズ戦で先発起用され、メジャーデビュー。6回を投げ、2本の本塁打を含む4安打、3失点、3四球だったが、勝ち負けは付かなかった。5勝12敗、防御率4.55を記録した。
2015年は24試合中21試合に先発登板し、防御率3.96、7勝7敗の成績を残した。与死球13はリーグ最多であった。
2016年は、登板12試合中5試合で先発登板し、2勝3敗、防御率5.59の成績を残した。
2017年は、登板した23試合中18試合で先発として登板し、防御率5.66、3勝8敗、WHIP1.37の成績を残した。同年12月1日にノンテンダーFAとなった。

### 日本ハム時代

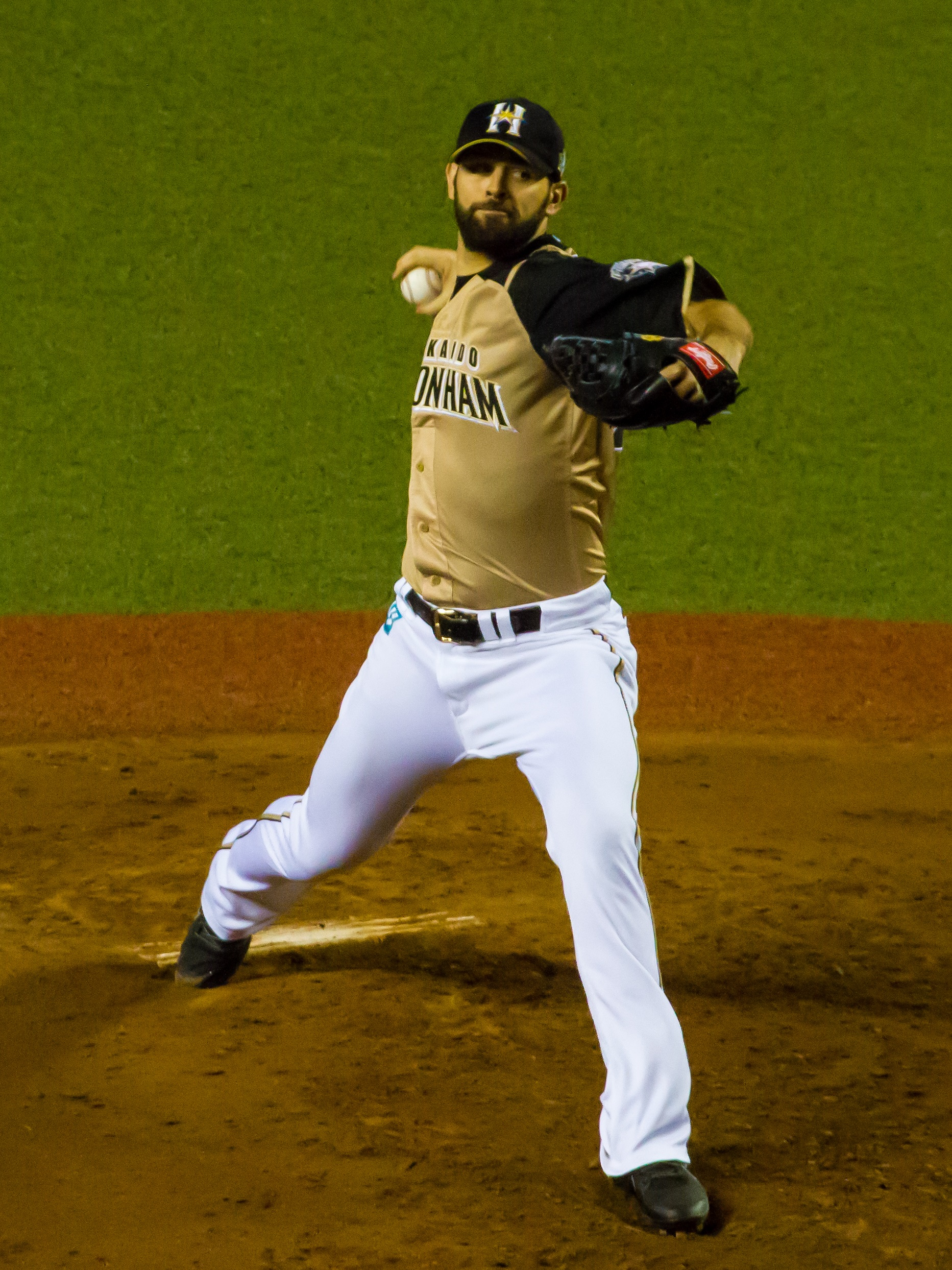
北海道日本ハムファイターズ時代
（2018年8月19日）

2018年1月6日に北海道日本ハムファイターズとの契約合意が発表された。1年契約で年俸2億円プラス出来高（推定）、背番号は「27」。3月31日の埼玉西武ライオンズ戦で先発登板したが、6回2失点で敗戦した。なかなか勝ち星に恵まれない中で、10勝（11敗）を記録し、チーム3位躍進に大きく貢献した。クライマックスシリーズ1stステージ第2戦目で先発登板し、7回を2失点と粘投し、チームの逆転勝利を呼び込んだ。オフにはメジャー復帰が囁かれたが、チームに残留した。
2019年は、3月20日の東京ヤクルトスワローズとの二軍戦で登板したが、試合中に右腕に違和感を覚え、精密検査を受けたところ右前腕屈筋損傷と診断され、その後は8月に二軍で登板を再開するも左脇腹を痛め、結局この年は一軍登板は無しに終わった。
2020年は開幕から一軍で先発として投げていた。抑えを務めていた秋吉亮の不調もあり、9月10日の千葉ロッテマリーンズ戦（ZOZOマリンスタジアム）で抑えとして9回に登板しNPB初セーブ（自身初セーブでもある）を記録した。しかし、シーズン成績は17試合に登板して2勝7敗と大きく負け越す形となり、この年限りでの退団となった。

### ソフトバンク時代
2021年1月30日、退団したマット・ムーアに代わる先発投手の候補として、福岡ソフトバンクホークスとの契約合意が発表された。背番号は「37」。
同年5月15日の対北海道日本ハムファイターズ戦に先発して5回2失点で勝利投手となり、2016年8月のブライアン・ウルフ（西武）以来、パ・リーグ全6球団勝利を挙げた。シーズン途中には7月に1年延期して開幕された東京オリンピックの野球アメリカ合衆国代表に選出された。日本との決勝戦で先発登板し、チームは敗れて銀メダルを獲得した。シーズンでは最終的に初登板から1年間先発ローテを守り、上記の日本ハム戦以外は全ての先発登板でQSを記録。シーズンを通して安定した投球を見せ、投球回数140.2回と規定投球回にはわずかに足りなかったが、9勝4敗、138奪三振、防御率1.60というキャリアハイの成績を残した。オフの12月2日に自由契約公示された。

### パドレス時代
2022年3月16日にサンディエゴ・パドレスと700万ドルの1年契約を結んだ。2023年から2025年までプレイヤーオプションが付き、全て行使した場合は総額2000万ドルとなる。当初の背番号は「22」だったが、8月にトレードでワシントン・ナショナルズから加入したフアン・ソトがナショナルズ時代から使用している22を選択したため、シーズン中にもかかわらず背番号が「21」に変更された。
同年9月7日の対アリゾナ・ダイヤモンドバックス戦で、セーブが記録として認められた1969年以降でMLB史上初となる『10先発以上、4ホールド以上、8セーブ以上』を達成した。
2023年オフの11月3日に契約延長オプションを破棄して、FAとなった。

### レッズ時代
2023年11月30日にシンシナティ・レッズと2年総額2600万ドル、1年目終了時のオプトアウト権付きで契約合意した。
2024年は初登板では先発として起用されたが、5月22日の先発登板以降はリリーフとして起用され、8月5日のマーリンズ戦で再度先発起用されると、9月は5試合で4勝1敗、防御率0.83、WHIP0.67の好成績を残し、自身初のピッチャー・オブ・ザ・マンスに選出された。先発・リリーフの両方で起用されながら、最終的には42試合（先発16試合）でチーム最多の10勝（7敗）、防御率3.10を記録した。
2024年11月1日に2025年のオプションを破棄し、FAとなった。11月4日にクオリファイング・オファー（QO）を提示され、11月7日に1年契約を受け入れた。

## 選手としての特徴
| 球種           | 配分 % | 平均球速 km/h |
| -------------- | ------ | ------------- |
| フォーシーム   | 30     | 146           |
| カットボール   | 27     | 142           |
| チェンジアップ | 19     | 134           |
| カーブ         | 12     | 125           |
| ツーシーム     | 12     | 146           |

オーバースローからのフォーシームの最高球速は156km/hで、平均球速は92.6mph（約148.9km/h）。また、ツーシームは平均92.2mph（約148.3km/h）、スライダーは平均85.0mph（約136.7km/h）、チェンジアップは平均85.6mph（約137.7km/h）、カーブは平均79.7mph（約128.2km/h）、カットボールは平均89.2mph（約143.5km/h）を記録している。
2017年は与四球率2.26、MLB通算では3.2を記録している。栗山英樹は、力でねじ伏せるタイプではないが、カーブを含む多彩な球種と安定した制球力が魅力であると評している。先発、中継ぎ、抑えをこなすことが出来るユーティリティーピッチャーで、前述した通り、パドレス移籍後の2022年は、10試合に先発しつつ、8ホールドと8セーブを記録している。

## 人物
謙虚で温厚な性格であり、周囲への気配りを欠かさない人物。
日本の球団に所属していた際に、バランス移行の独特なトレーニングを課され、マルティネスはふざけているようにしか見えず、でたらめな練習と感じていたという。そのため、当初は適当にこなしていたものの、練習を重ねていくうちに効果を実感し、「すごくクールなことだった」とニューヨーク・タイムズで語っている。

## 詳細情報

### 年度別投手成績
| 年 度    | 球 団        | 登 板 | 先 発 | 完 投 | 完 封 | 無 四 球 | 勝 利 | 敗 戦 | セ 丨 ブ | ホ 丨 ル ド | 勝 率 | 打 者 | 投 球 回 | 被 安 打 | 被 本 塁 打 | 与 四 球 | 敬 遠 | 与 死 球 | 奪 三 振 | 暴 投 | ボ 丨 ク | 失 点 | 自 責 点 | 防 御 率 | W H I P |
| -------- | ------------ | ----- | ----- | ----- | ----- | -------- | ----- | ----- | -------- | ----------- | ----- | ----- | -------- | -------- | ----------- | -------- | ----- | -------- | -------- | ----- | -------- | ----- | -------- | -------- | ------- |
| 2014     | TEX          | 29    | 24    | 0     | 0     | 0        | 5     | 12    | 0        | 2           | .294  | 610   | 140.1    | 150      | 18          | 55       | 1     | 3        | 77       | 7     | 0        | 79    | 71       | 4.55     | 1.46    |
| 2015     | TEX          | 24    | 21    | 0     | 0     | 0        | 7     | 7     | 0        | 0           | .500  | 558   | 125.0    | 135      | 16          | 46       | 2     | 13       | 77       | 4     | 0        | 66    | 55       | 3.96     | 1.45    |
| 2016     | TEX          | 12    | 5     | 0     | 0     | 0        | 2     | 3     | 0        | 0           | .400  | 179   | 38.2     | 45       | 8           | 19       | 1     | 5        | 16       | 0     | 0        | 24    | 24       | 5.59     | 1.66    |
| 2017     | TEX          | 23    | 18    | 0     | 0     | 0        | 3     | 8     | 0        | 0           | .273  | 478   | 111.1    | 124      | 26          | 28       | 0     | 2        | 67       | 3     | 0        | 74    | 70       | 5.66     | 1.37    |
| 2018     | 日本ハム     | 25    | 25    | 3     | 0     | 0        | 10    | 11    | 0        | 0           | .476  | 683   | 161.2    | 168      | 16          | 40       | 3     | 6        | 93       | 3     | 0        | 69    | 63       | 3.51     | 1.29    |
| 2020     | 日本ハム     | 17    | 14    | 0     | 0     | 0        | 2     | 7     | 1        | 1           | .222  | 344   | 76.0     | 76       | 8           | 40       | 4     | 3        | 66       | 8     | 0        | 44    | 39       | 4.62     | 1.53    |
| 2021     | ソフトバンク | 21    | 21    | 0     | 0     | 0        | 9     | 4     | 0        | 0           | .692  | 553   | 140.2    | 108      | 6           | 38       | 0     | 5        | 138      | 1     | 0        | 25    | 25       | 1.60     | 1.04    |
| 2022     | SD           | 47    | 10    | 0     | 0     | 0        | 4     | 4     | 8        | 8           | .500  | 448   | 106.1    | 96       | 15          | 41       | 0     | 4        | 95       | 4     | 0        | 44    | 41       | 3.47     | 1.29    |
| 2023     | SD           | 63    | 9     | 0     | 0     | 0        | 6     | 4     | 1        | 15          | .600  | 461   | 110.1    | 99       | 12          | 40       | 1     | 3        | 106      | 3     | 0        | 45    | 42       | 3.43     | 1.26    |
| 2024     | CIN          | 42    | 16    | 1     | 0     | 1        | 10    | 7     | 0        | 7           | .588  | 570   | 142.1    | 128      | 13          | 18       | 0     | 5        | 116      | 4     | 0        | 56    | 49       | 3.10     | 1.03    |
| MLB：7年 | MLB：7年     | 240   | 103   | 1     | 0     | 1        | 37    | 45    | 9        | 32          | .451  | 3304  | 774.1    | 777      | 108         | 247      | 5     | 35       | 554      | 25    | 0        | 388   | 352      | 4.09     | 1.32    |
| NPB：3年 | NPB：3年     | 63    | 60    | 3     | 0     | 0        | 21    | 22    | 1        | 1           | .488  | 1580  | 378.1    | 352      | 30          | 118      | 7     | 14       | 297      | 12    | 0        | 138   | 127      | 3.02     | 1.24    |

- 2024年度シーズン終了時
- 各年度の太字はリーグ最高

### オリンピックでの投手成績
| 年 度 | 代 表          | 登 板 | 先 発 | 勝 利 | 敗 戦 | セ ｜ ブ | 打 者 | 投 球 回 | 被 安 打 | 被 本 塁 打 | 与 四 球 | 敬 遠 | 与 死 球 | 奪 三 振 | 暴 投 | ボ ｜ ク | 失 点 | 自 責 点 | 防 御 率 |
| ----- | -------------- | ----- | ----- | ----- | ----- | -------- | ----- | -------- | -------- | ----------- | -------- | ----- | -------- | -------- | ----- | -------- | ----- | -------- | -------- |
| 2021  | アメリカ合衆国 | 2     | 2     | 1     | 1     | 0        | 41    | 11.0     | 9        | 1           | 1        | 0     | 0        | 16       | 0     | 0        | 2     | 2        | 1.64     |

### WBCでの投手成績
| 年 度 | 代 表          | 登 板 | 先 発 | 勝 利 | 敗 戦 | セ ｜ ブ | 打 者 | 投 球 回 | 被 安 打 | 被 本 塁 打 | 与 四 球 | 敬 遠 | 奪 三 振 | 暴 投 | ボ ｜ ク | 失 点 | 自 責 点 | 防 御 率 |
| ----- | -------------- | ----- | ----- | ----- | ----- | -------- | ----- | -------- | -------- | ----------- | -------- | ----- | -------- | ----- | -------- | ----- | -------- | -------- |
| 2023  | アメリカ合衆国 | 1     | 1     | 0     | 1     | 0        | 14    | 2.2      | 5        | 1           | 1        | 0     | 2        | 0     | 0        | 3     | 3        | 10.13    |

### 年度別守備成績
| 年 度 | 球 団        | 投手  | 投手  | 投手  | 投手  | 投手  | 投手     |
| 年 度 | 球 団        | 試 合 | 刺 殺 | 補 殺 | 失 策 | 併 殺 | 守 備 率 |
| ----- | ------------ | ----- | ----- | ----- | ----- | ----- | -------- |
| 2014  | TEX          | 29    | 11    | 11    | 0     | 1     | 1.000    |
| 2015  | TEX          | 24    | 6     | 13    | 4     | 2     | .826     |
| 2016  | TEX          | 12    | 1     | 3     | 0     | 1     | 1.000    |
| 2017  | TEX          | 23    | 10    | 9     | 2     | 0     | .905     |
| 2018  | 日本ハム     | 25    | 15    | 27    | 1     | 3     | .977     |
| 2020  | 日本ハム     | 17    | 6     | 15    | 1     | 0     | .955     |
| 2021  | ソフトバンク | 21    | 8     | 24    | 0     | 3     | 1.000    |
| 2022  | SD           | 47    | 13    | 11    | 3     | 2     | .889     |
| 2023  | SD           | 63    | 8     | 13    | 2     | 1     | .913     |
| 2024  | CIN          | 42    | 10    | 15    | 3     | 1     | .893     |
| MLB   | MLB          | 240   | 59    | 75    | 14    | 8     | .905     |
| NPB   | NPB          | 63    | 29    | 66    | 2     | 6     | .979     |

- 2024年度シーズン終了時

### 表彰

#### NPB
- 月間MVP：1回（投手部門：2021年5月）
- 月間最優秀バッテリー賞：1回（2021年6・7月 捕手：甲斐拓也）

#### MLB
- ピッチャー・オブ・ザ・マンス：1回（2024年9月）

### 記録

#### NPB
初記録
投手記録
- 初登板・初先発登板：2018年3月31日、対埼玉西武ライオンズ2回戦（札幌ドーム）、6回2失点で敗戦投手
- 初奪三振：同上、1回表に秋山翔吾から空振り三振
- 初勝利・初先発勝利・初完投勝利：2018年4月6日、対千葉ロッテマリーンズ1回戦（東京ドーム）、9回4被安打2失点4奪三振（自責点0）
- 初ホールド：2020年9月2日、対東北楽天ゴールデンイーグルス14回戦（札幌ドーム）、6回表に2番手で救援登板、1回無失点
- 初セーブ：2020年9月10日、対千葉ロッテマリーンズ15回戦（ZOZOマリンスタジアム）、9回裏に5番手で救援登板・完了、1回無失点

打撃記録
- 初打席：2018年5月29日、対読売ジャイアンツ1回戦（東京ドーム）、2回表に山口俊から二塁ゴロ

### 背番号
- 21（2022年8月2日 - 2023年）
- 22（2014年 - 2017年、2022年 - 同年8月1日）
- 27（2018年 - 2020年）
- 37（2021年）
- 28（2024年 - ）

### 代表歴
- 2020年東京オリンピック野球アメリカ合衆国代表
- 2023 ワールド・ベースボール・クラシック・アメリカ合衆国代表